# Kanada na Zimowych Igrzyskach Olimpijskich 1948
Kanadę na Zimowych Igrzyskach Olimpijskich 1948 reprezentowało zawodników: mężczyzn jedna kobieta. Był to piąty start reprezentacji Kanady na zimowych igrzyskach olimpijskich.

## Zdobyte medale
| Medal | Zawodnik | Dyscyplina           | Konkurencja      | Rezultat    |
| ----- | --- | -------------------- | ---------------- | ----------- |
| Złoto | Hubert Brooks, Bernard Dunster, R.A Forbes, A. Galpin, Ross Kong, J. Leichnitz, Murray Dowey, Francis Dunster, Louis Lecompte, André Laperrière, Wallwce Halder, George Mara, Reginald Schroeter, Thomas Hibberd, Albert Renaud, Israel Orval Gravelle, Patrick Guzzo, Irving Taylor | Hokej na lodzie      | turniej mężczyzn |             |
| Złoto | Barbara Ann Scott | Łyżwiarstwo figurowe | solistki         | 163,077 pkt |
| Brąz  | Suzanne Morrow, Wallace Diestelmeyer | Łyżwiarstwo figurowe | pary sportowe    | 31          |

## SKład kadry

### Biegi narciarskie
Mężczyźni
| Zawodnik      | Konkurencja   | czas               | Pozycja            |
| ------------- | ------------- | ------------------ | ------------------ |
| William Irwin | Bieg na 18 km | 1:44:43            | 81.                |
| Tom Dennie    | Bieg na 18 km | 1:35:41            | 73.                |
| Tom Dennie    | Bieg na 50 km | Nie ukończył biegu | Nie ukończył biegu |

### Hokej na lodzie
Reprezentacja mężczyzn
| - Murray Dowey - Francis Dunster - Louis Lecompte - André Laperrière - Wallwce Halder - George Mara - Hubert Brooks - Bernard Dunster - R.A Forbes |  | - Reginald Schroeter - Thomas Hibberd - Albert Renaud - Israel Orval Gravelle - Patrick Guzzo - Irving Taylor - A. Galpin - Ross Kong - J. Leichnitz |

Reprezentacja Kanady zdobyła złotry medal w turnieju olimpijskim.

### Tabela końcowa
| Drużyna           | M | Mecze | Mecze | Mecze | Bramki | Bramki | Bramki | Pkt | Uwagi           |
| Drużyna           | M | W     | R     | P     | +      | -      | +/-    | Pkt | Uwagi           |
| ----------------- | - | ----- | ----- | ----- | ------ | ------ | ------ | --- | --------------- |
| Kanada            | 8 | 7     | 1     | 0     | 69     | 5      | +64    | 15  |                 |
| Czechosłowacja    | 8 | 7     | 1     | 0     | 80     | 18     | +62    | 15  |                 |
| Szwajcaria        | 8 | 6     | 0     | 2     | 67     | 21     | +46    | 12  |                 |
| Szwecja           | 8 | 4     | 0     | 4     | 55     | 28     | +27    | 8   |                 |
| Wielka Brytania   | 8 | 3     | 0     | 5     | 39     | 47     | -8     | 6   |                 |
| Polska            | 8 | 2     | 0     | 6     | 29     | 97     | -68    | 4   |                 |
| Austria           | 8 | 1     | 0     | 7     | 33     | 77     | -44    | 2   |                 |
| Włochy            | 8 | 0     | 0     | 8     | 24     | 156    | -132   | 0   |                 |
| Stany Zjednoczone | 8 | 5     | 0     | 3     | 86     | 33     | +53    | 10  | Dyskwalifikacja |

Wyniki
| 30 stycznia 1948 | Kanada | 3:1 | Szwecja |  |

|  |  |  |  |  |

| 1 lutego 1948 | Kanada | 3:0 | Wielka Brytania |  |

|  |  |  |  |  |

| 2 lutego 1948 | Kanada | 15:0 | Polska |  |

|  |  |  |  |  |

| 3 lutego 1948 | Kanada | 21:1 | Włochy |  |

|  |  |  |  |  |

| 5 lutego 1948 | Kanada | 12:3 | Stany Zjednoczone |  |

|  |  |  |  |  |

| 6 lutego 1948 | Kanada | 0:0 | Czechosłowacja |  |

|  |  |  |  |  |

| 7 lutego 1948 | Kanada | 12:0 | Austria |  |

|  |  |  |  |  |

| 8 lutego 1948 | Kanada | 3:0 | Szwajcaria |  |

|  |  |  |  |  |

### Kombinacja norweska
Mężczyźni
| Zawodnik      | Konkurencja   | Bieg narciarski | Bieg narciarski | Bieg narciarski | Skoki narciarskie | Skoki narciarskie | Skoki narciarskie | Skoki narciarskie | Skoki narciarskie | Łącznie | Pozycja |
| Zawodnik      | Konkurencja   | Czas biegu      | Pozycja         | Punkty          | Skok 1            | Skok 2            | Skok 3            | Punkty            | Pozycja           | Łącznie | Pozycja |
| ------------- | ------------- | --------------- | --------------- | --------------- | ----------------- | ----------------- | ----------------- | ----------------- | ----------------- | ------- | ------- |
| William Irwin | Indywidualnie | 1:44:43         | 39.             | 99,00           | 51,0              | 51,0              | 51,5              | 181,0             | 30.               | 280,00  | 37.     |

### Łyżwiarstwo figurowe
| Zawodnik                            | Konkurencja   | Nota    | Pozycja |
| ----------------------------------- | ------------- | ------- | ------- |
| Barbara Ann Scott                   | Solistki      | 163,077 | złoto   |
| Marilyn Take                        | Solistki      | 143,722 | 12.     |
| Suzanne Morrow                      | Solistki      | 143,655 | 14.     |
| Wallace Diestelmeyer                | Soliści       | 156,322 | 12.     |
| Suzanne Morrow Wallace Diestelmeyer | Pary sportowe | 11,00   | brąz    |

### Łyżwiarstwo szybkie
Mężczyźni
| Zawodnik      | Konkurencja        | Konkurencja        | Konkurencja    | Konkurencja    | Konkurencja    | Konkurencja    | Konkurencja      | Konkurencja      |
| Zawodnik      | Bieg na 500 m      | Bieg na 500 m      | Bieg na 1500 m | Bieg na 1500 m | Bieg na 5000 m | Bieg na 5000 m | Bieg na 10 000 m | Bieg na 10 000 m |
| Zawodnik      | Czas               | Miejsce            | Czas           | Miejsce        | Czas           | Miejsce        | Czas             | Miejsce          |
| ------------- | ------------------ | ------------------ | -------------- | -------------- | -------------- | -------------- | ---------------- | ---------------- |
| Frank Stack   | 43,6               | 6.                 | 2:25,7         | 27.            |                |                |                  |                  |
| Gordon Audley | 45,3               | 17.                | 2:30,0         | 32.            |                |                |                  |                  |
| Albert Hardy  | 45,5               | 19.                | 2:28,5         | 29.            |                |                |                  |                  |
| Craig MacKay  | Nie ukończył biegu | Nie ukończył biegu |                |                | 8:47,2         | 14.            | 20:15,5          | 13.              |

### Narciarstwo alpejskie
Mężczyźni
Zjazd
| Zawodnik          | Czas   | Miejsce |
| ----------------- | ------ | ------- |
| Harvey Clifford   | 3:14,1 | 28.     |
| Hector Sutherland | 3:14,1 | 28.     |
| Albert Irwin      | 3:39,1 | 56.     |
| William Irwin     | 3:41,3 | 60.     |

Slalom specjalny
| Zawodnik          | Czas 1-go przejazdu | Czas 2-go przejazdu | Łączny czas | Pozycja |
| ----------------- | ------------------- | ------------------- | ----------- | ------- |
| Harvey Clifford   | 1:13,5              | 1:10,2              | 2:23,7      | 19.     |
| Hector Sutherland | 1:19,2              | 1:12,0              | 2:31,2      | 28.     |
| Albert Irwin      | 1:29,4              | 1:16,6              | 2:46,0      | 37.     |
| william Irwin     | 1:40,4              | 1:21,2              | 3:01,6      | 50.     |

Kombinacja
| Zawodnik          | Zjazd  | Zjazd   | Zjazd  | Slalom              | Slalom              | Slalom  | Slalom | Łącznie | Łącznie |
| Zawodnik          | Czas   | Pozycja | Punkty | Czas 1-go przejazdu | Czas 2-go przejazdu | Pozycja | Punkty | Punkty  | Pozycja |
| ----------------- | ------ | ------- | ------ | ------------------- | ------------------- | ------- | ------ | ------- | ------- |
| Harvey Clifford   | 3:14,1 | 21.     | 10,60  | 1:26,8              | 1:10,2              | 23.     | 9,74   | 20,34   | 21.     |
| Hector Sutherland | 3:14,1 | 21.     | 10,60  | 1:22,8              | 1:17,3              | 25.     | 11,12  | 21,72   | 23.     |
| William Irwin     | 3:41,3 | 45.     | 25,71  | 1:32,9              | 1:12,7              | 33.     | 13,54  | 39,25   | 36.     |
| Albert Irwin      | 3:39,1 | 41.     | 24,39  | 2:02,0              | 1:18,9              | 61.     | 29,12  | 53,51   | 49.     |

Kobiety
Zjazd
| Zawodnik      | Czas   | Miejsce |
| ------------- | ------ | ------- |
| Rhona Wurtele | 3:26,1 | 37.     |

### Skoki narciarskie
Mężczyźni
| Skoczek         | Skok 1        | Skok 2        | Nota  | Pozycja |
| Skoczek         | odległość     | odległość     | Nota  | Pozycja |
| --------------- | ------------- | ------------- | ----- | ------- |
| William Irwin   | 56,0          | 54,0          | 175,1 | 39.     |
| Tom Mobraaten   | 59,0 (upadek) | 58,0          | 135,9 | 44.     |
| Laurent Bernier | 58,0          | 54,5 (upadek) | 129,3 | 46.     |